# Flaxton
Flaxton és una població dels Estats Units a l'estat de Dakota del Nord. Segons el cens del 2000 tenia 73 habitants.

## Demografia
Segons el cens del 2000, Flaxton tenia 73 habitants, 40 habitatges, i 19 famílies. La densitat de població era de 100,7 hab./km².
Dels 40 habitatges en un 15% hi vivien nens de menys de 18 anys, en un 37,5% hi vivien parelles casades, en un 7,5% dones solteres, i en un 52,5% no eren unitats familiars. En el 50% dels habitatges hi vivien persones soles el 25% de les quals corresponia a persones de 65 anys o més que vivien soles. El nombre mitjà de persones vivint en cada habitatge era d'1,83 i el nombre mitjà de persones que vivien en cada família era de 2,58.
Per edats la població es repartia de la següent manera: un 21,9% tenia menys de 18 anys, un 0% entre 18 i 24, un 20,5% entre 25 i 44, un 28,8% de 45 a 60 i un 28,8% 65 anys o més.
L'edat mediana era de 53 anys. Per cada 100 dones de 18 o més anys hi havia 111,1 homes.
La renda mediana per habitatge era de 13.571 $ i la renda mediana per família de 21.250 $. Els homes tenien una renda mediana de 28.250 $ mentre que les dones 11.250 $. La renda per capita de la població era de 8.264 $. Entorn del 50% de les famílies i el 53,3% de la població estaven per davall del llindar de pobresa.

## Poblacions més properes
El següent diagrama mostra les poblacions més properes.